# Слободка (Переславский район)
Слободка — деревня в Переславском районе Ярославской области России. На уровне муниципального устройства входит в состав городского округа Переславль-Залесский. До 2018 года входила в состав Пригородного сельского поселения.

## География
Деревня находится в южной части области, в зоне хвойно-широколиственных лесов, к юго-востоку от озера Вашутинского, при автодороге М8, на расстоянии примерно 18 километров (по прямой) к северо-востоку от города Переславль-Залесский, административного центра района. Абсолютная высота — 148 метров над уровнем моря.

### Климат
Климат характеризуется как умеренно континентальный, с умеренно холодной зимой и относительно тёплым влажным летом. Среднегодовая температура воздуха — 3,5 °C. Средняя температура воздуха самого холодного месяца (января) — −13,3 °C (абсолютный минимум — −39,5 °C); самого тёплого месяца (июля) — 18 °C (абсолютный максимум — 37 °C). Безморозный период длится около 214 дней. Годовое количество атмосферных осадков составляет около 646 мм, из которых большая часть выпадает в тёплый период. Снежный покров держится в среднем в течение 151 дня.

### Часовой пояс
Слободка, как и вся Ярославская область, находится в часовой зоне МСК (московское время). Смещение применяемого времени относительно UTC составляет +3:00.

## Население
| 1859 | 1905 | 1926 | 2007 | 2010 |
| ---- | ---- | ---- | ---- | ---- |
| 115  | ↗175 | ↗238 | ↘36  | ↘30  |

### Национальный состав
Согласно результатам переписи 2002 года, в национальной структуре населения русские составляли 91 % из 58 чел.

## Интересные факты
В Слободке, на местном кладбище, похоронен отец братьев Старостиных Петр Иванович Старостин, умерший от сыпного тифа 15 февраля 1920 года в соседней деревне Погост, откуда родом его жена Александра Степановна Старостина (дев. Сахарова) и мать братьев, и где у них был свой дом. По воспоминаниям Николая Петровича Старостина, когда «Спартак» выезжал на игры в Ярославль или Кострому, то всегда просил водителя остановить автобус, чтобы посетить могилу отца.